# Roch III
Roch III, Pirzchała, Skała Łamana herb szlachecki, odmiana herbowa herbu Roch.

## Opis herbu
Opis zgodnie z klasycznymi regułami blazonowania:
W polu czerwonym lilia na trzech gradusach srebrna, w klejnocie takaż sama lilia.

## Najwcześniejsze wzmianki
1238 komes Rościsław Pierzchała z Gierałtów, hetman mazowiecki i starosta płocki, walczący na Litwie, w Jaćwieży i ziemi czerwieńskiej, wymieniony w kronikach historycznych pod datą 1238 (rok nadania książęcego herbu własnego Roch III). Ród Pierzchałów należał w średniowieczu do feudalnej arystokracji (komesów) i spokrewniony był z najznamienitszymi rodami tamtych czasów.
Rycerz herbu Ośmioróg-Gierałt spokrewniony z Pierzchałą, brał zwycięski udział w turniejach rycerskich na wielu dworach, w tym na dworze Filipa Luksemburskiego i Filipa Dobrego w Burgundii. Opiewano go w eposie rycerskim Antoine’a de Salle’a (1368–1464) /epos pochodzi z okresu około 1421–1426 / „Le petit Jean de Saintree”. Pisano o nim le Seigneur de Terg h Osmaróg" o krzyżu wyciętym w przeźrocze". Epos ten śpiewany był na dworze Jadwigi i Jagiełły w Krakowie. W tym czasie nadano mu herb Roch III Gierałtowski własny.

## Herbowni
Broliński, Gierałtowski, Karsza, Kirsz, Kirsza, Kościuszko, Łukomski, Niereski, Obuch, Oczko, Omelański, Omeliański, Piekucki, Pielaszkowski, Pietrzejowski, Pilaszkowski, Plewiński, Plewka, Pogroszewski, Przezdziecki, Przeździecki Pierzchała, Rossudowski, Rosudowski, Rzeźnicki, Siechnowicki, Suzin, Umiastowski, Walużyniec, Wiszowaty, Woszczatyński, Żołyński.

## Znani posiadacze herbu
- Tadeusz Kościuszko
- Jan Kazimierz Umiastowski
- Władysław Nicefor hrabia Umiastowski